# Chlorophorus hrabovskyi
Chlorophorus hrabovskyi là một loài bọ cánh cứng trong họ Cerambycidae.